# Computadora monoplaca

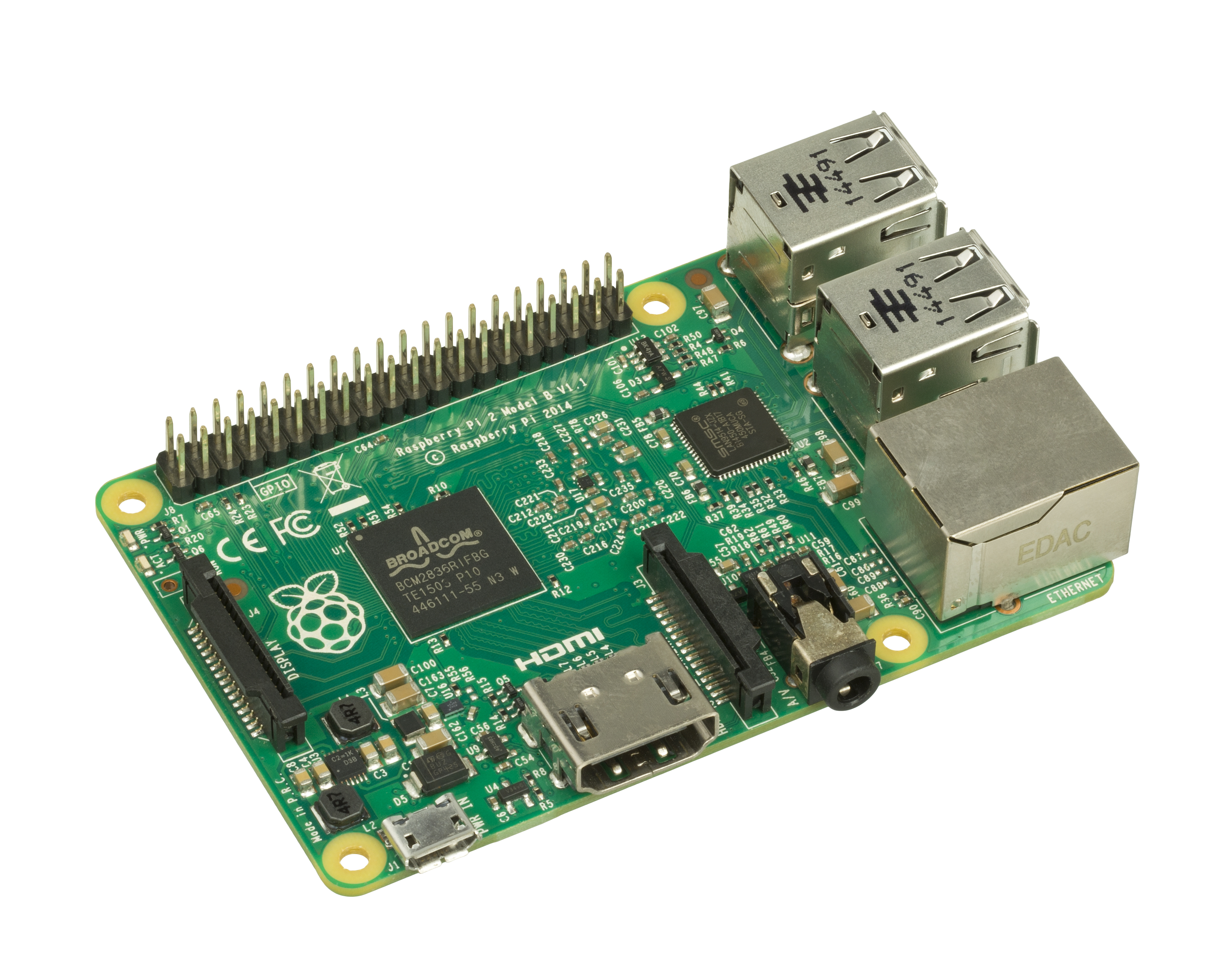
La Raspberry Pi es un SBC de bajo costo creada para enseñar informática pero con muchos otros usos.

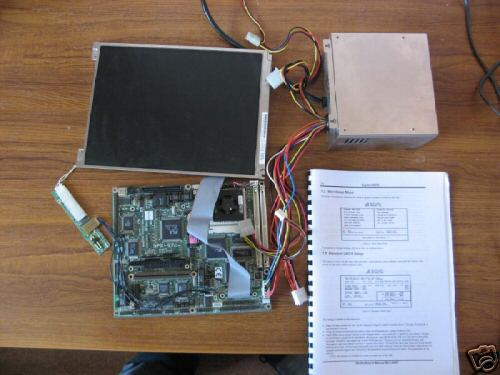
Un SBC con un intel 80486 basado en socket 3 con fuente de alimentación y pantalla plana y PC/104.

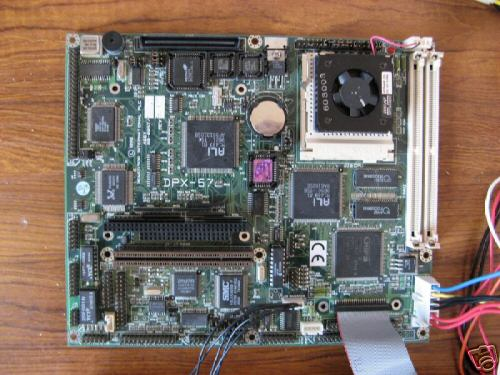
Primer plano de un SBC.

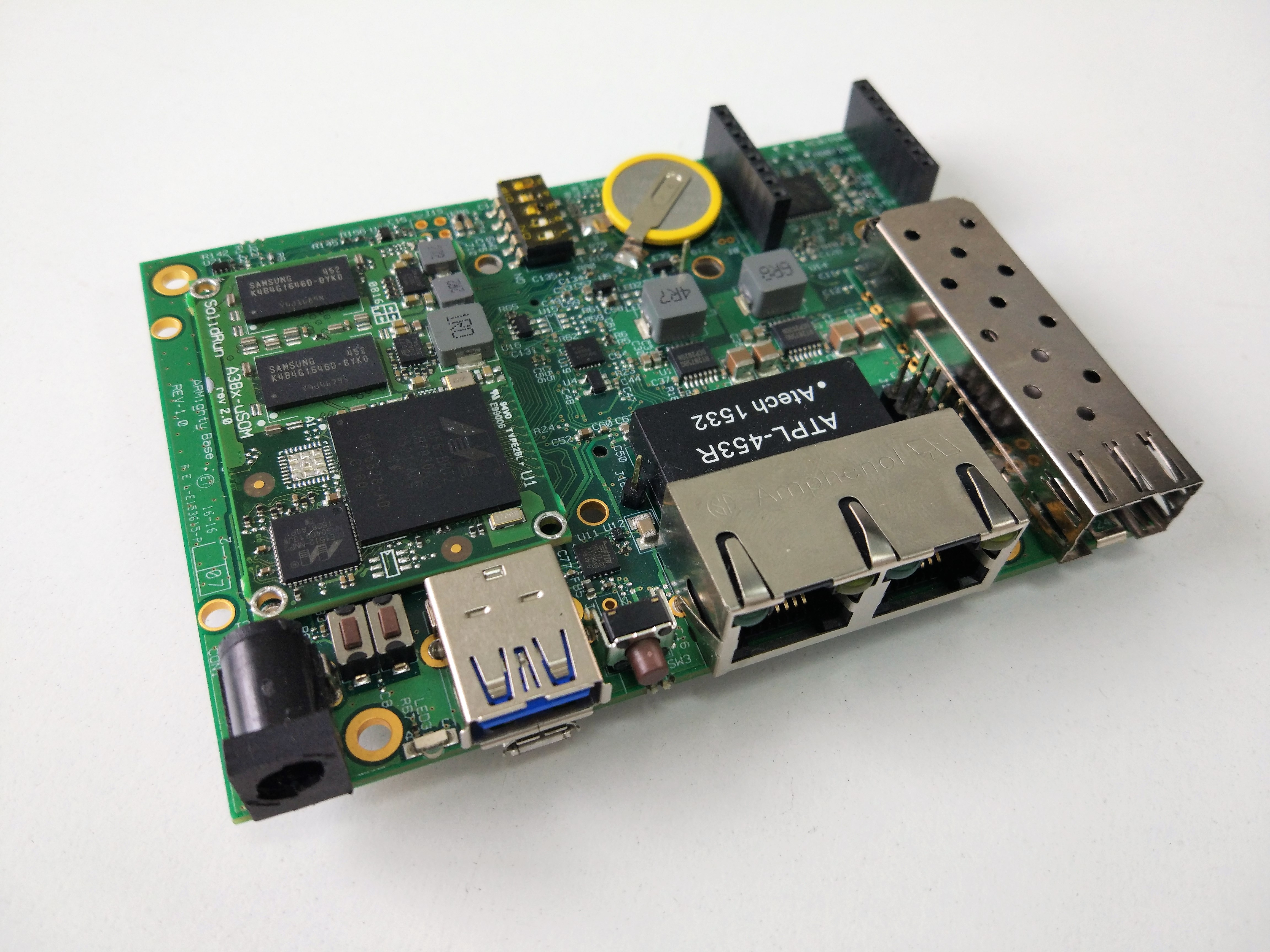
ClearFog SBC de SolidRun, basado en un Marvell ARMADA 38x SoC con dos núcleos ARM7.

Una computadora monoplaca es una computadora completa en una sola tarjeta o placa de circuito impreso. El diseño se centra en un solo microprocesador con la RAM, E/S y todas las demás características de tamaño reducido y que tiene todo lo que necesita en la placa base. Con frecuencia se encuentra abreviado por sus siglas en inglés: "SBC" «single-board computer».
Durante muchos años las computadoras tenían una placa que contenía los puertos seriales, los controladores para discos duros, de gráficos y de sonido.
Recientemente esta tendencia parece haberse invertido ya que los fabricantes cada vez ponen más características como el sonido, red, E/S e incluso gráficos en la placa base.

## Computadoras monoplaca actuales

### Aplicaciones
Esta arquitectura no se usa tanto en los computadores personales (aunque las tendencias indican que esto puede cambiar) sino más bien en entornos industriales o en sistemas embebidos dentro de otros que sirven como controladores e interfaces.
Debido a las grandes niveles de integración y reducción de componentes y conectores, los computadores en una tarjeta suelen ser más pequeños, livianos, más confiables y con un mejor manejo de la potencia eléctrica que los computadores de múltiples tarjetas.
Por otro lado, esto implica que actualizar uno de estos sistemas es normalmente imposible. Si hay un fallo o se necesita una actualización, es normal que toque reemplazar la tarjeta completa.

### Computadoras monoploca
- Arduino, ordenador de bajo coste y desarrollo libre (bajo licencia Creative Commons) originado en Italia.
- ECB AT91 - ordenador desarrollado en Colombia con procesador ARM9 de 180MHz.
- Gumstix - ordenador de bajo consumo de potencia a 200 y 400MHz de origen estadounidense y licencia privada.
- Raspberry Pi, ordenador de origen británico y gestionado por la Raspberry Pi Foundation.
- Orange Pi, ordenador de origen asiático fabricado por Shenzhen Xunlong Software CO., Limited.
- Banana Pi